# امیرآباد۵۵
امیرآباد۵۵، روستایی از توابع بخش مرکزی، شهرستان سروستان در استان فارس ایران است.

## جمعیت
این روستا براساس سرشماری مرکز آمار ایران در سال ۱۳۸۵، جمعیت آن ۸۶ نفر بوده‌است.